# Denmark Open 1937
Die Denmark Open 1937 im Badminton fanden in Kopenhagen statt.

## Finalergebnisse
| Disziplin    | Sieger                        | Finalist                     | Ergebnis         |
| ------------ | ----------------------------- | ---------------------------- | ---------------- |
| Herreneinzel | Maurice Field                 | Eric Kirchoff                | 7–15, 15–1, 15–1 |
| Dameneinzel  | Tonny Olsen                   | Ruth Dalsgaard               | w.o              |
| Herrendoppel | Thomas Boyle Ken Woods        | C. C. Gooding W. A. M. Davis | 17–15, 15–5      |
| Damendoppel  | Ruth Dalsgaard Dorothy Graham | Tonny Olsen Bodil Riise      | 15–4, 15–7       |
| Mixed        | Thomas Boyle Olive Wilson     | Maurice Field Tonny Olsen    | 15–7, 15–2       |